# Rakchai Sukwiboon
Rakchai Sukwiboon (thailändisch รักษ์ชัย สุขวิบูลย์, * 30. September 1996) ist ein thailändischer Eishockeyspieler der seit 2020 für Novotel in der Siam Hockey League spielt.

## Karriere
Rakchai Sukwiboon spielt seit 2017 in der Siam Hockey League. Nach Stationen bei Aware Bangkok und Siam Mandalay ist er seit 2020 für Novotel aktiv.

### International
Im Juniorenbereich spielte er 2012 beim IIHF U18 Challenge Cup of Asia und gewann mit Thailands Nachwuchs den Titel, nachdem die Vertretung Hongkongs disqualifiziert worden war.
Für Thailands Herren nahm Sukwiboon in den Jahren 2016, 2017, als im heimischen Bangkok die Bronzemedaille gewonnen wurde, und 2018, als sogar der zweite Platz errungen wurde, am IIHF Challenge Cup of Asia teil. Zudem stand er bei den Winter-Asienspielen 2017 im Aufgebot seines Landes, das die Division I gewann. Auch an den Südostasienspielen 2019, als durch einen 8:0-Endspielsieg gegen Singapur der Titel gewonnen wurde, und der Qualifikationen für die Olympischen Winterspiele in Peking 2022 und Mailand 2026 nahm er teil.
Er spielte bei den Weltmeisterschaften des Jahres 2019 in der Qualifikation zur Division III sowie in den Jahren 2023 und 2024 in der Division III. Bei der Austragung 2024 gelang dem Stürmer mit seinem Heimatland der Aufstieg in die Division II.

## Erfolge und Auszeichnungen
| - 2012 Goldmedaille beim IIHF U18 Challenge Cup of Asia - 2017 Bronzemedaille beim IIHF Challenge Cup of Asia - 2017 Gewinn der Division I bei den Winter-Asienspielen | - 2018 Silbermedaille beim IIHF Challenge Cup of Asia - 2019 Goldmedaille bei den Südostasienspielen - 2024 Aufstieg in die Division IIB bei der Weltmeisterschaft der Division III, Gruppe A |